# روبر مرل
روبر مِرْل (به فرانسوی: Robert Merle) ‏(۲۸ اوت ۱۹۰۸، تبسه – ۲۸ مارس ۲۰۰۴، گرورور (Grosrouvre) واقع در ایولین)، رمان‌نویس فرانسوی بود. او دوران کودکی را در الجزایر گذارند ولی در نوجوانی و پس از مرگ پدر به فرانسه رفت و تحصیلات عالی را در این کشور  طی کرد و توانست در رشته ادبیات دکتری بگیرد. او در زمان جنگ جهانی دوم به اسارت نیروی‌ها آلمانی در آمد و مدتی را در زندان گذراند. او اولین اثر خود را در سال ۱۳۴۹ با نام شنبه و یکشنبه در کنار دریا منتشر کرد و  در همین سال موفق به دریافت جایزه گنکور شد. مرل در ۲۸ مارس ۲۰۰۴ در منزل شخصیش در حومۀ پاریس بر اثر حمله قلبی درگذشت.
از روبر مرل چند کتاب از جمله شنبه و یکشنبه در کنار دریا (Week-end à Zuydcoote) در سال ۱۳۴۶ توسط ابوالحسن نجفی، مرگ کسب و کار من است (La mort est mon métier) در سال ۱۳۵۲ توسط احمد شاملو، قلعه مالویل (Malevil) توسط محمد قاضی، جزیره (L'île) توسط فرهاد غبرایی و مادراپور (Madrapour) توسط مهدی سمسار به فارسی ترجمه و منتشر شده اند.

## آثار
- تعطیلی آخر هفته در زویدکوت (۱۹۴۹)، ترجمۀ ابوالحسن نجفی با عنوان شنبه و یکشنبه در کنار دریا (۱۳۴۶).
- مرگ کسب و کار من است (۱۹۵۲)، ترجمۀ احمد شاملو (۱۳۵۲).
- جزیره (۱۹۶۲)، ترجمۀ فرهاد غبرایی (۱۳۶۳).
- مونکادا، اولین نبرد فبدل کاسترو (۱۹۶۵)
- حیوان اندیشمند (۱۹۶۷)، ترجمۀ پرویز شهدی (۱۳۷۴، تجدیدچاپ (ویراست دوم) با عنوان حیوان هوشمند (۱۴۰۲).
- پشت شیشه (۱۹۷۰)
- مالویل (۱۹۷۲)، ترجمۀ محمد قاضی با عنوان قلعۀ مالویل (۱۳۵۶).
- مردان حفاظت شده (۱۹۷۴)
- مادراپور (۱۹۷۶)، ترجمۀ مهدی سمسار (۱۳۵۹)
- روز برای ما بر نمی‌آید (۱۹۸۶)
- بت (۱۹۸۷)
- شخصیت انسان (۱۹۸۹)
- مجموعه کتاب‌های ثروت فرانسه (۱۳ جلد، ۱۹۷۷-۲۰۰۳)
- تابستان گذشته در پریمرول (۲۰۱۳، منتشرشده پس از مرگ)